# Савво-Вишерский монастырь
Са́вво-Ви́шерский (Са́ввино-Ви́шерский, Са́ввин Ви́шерский) монастырь (известен также под именем Вознесенской Саввиной пустыни) — мужской монастырь в деревне Савино Новгородского района Новгородской области на левом берегу реки Вишеры.

Вознесенский собор

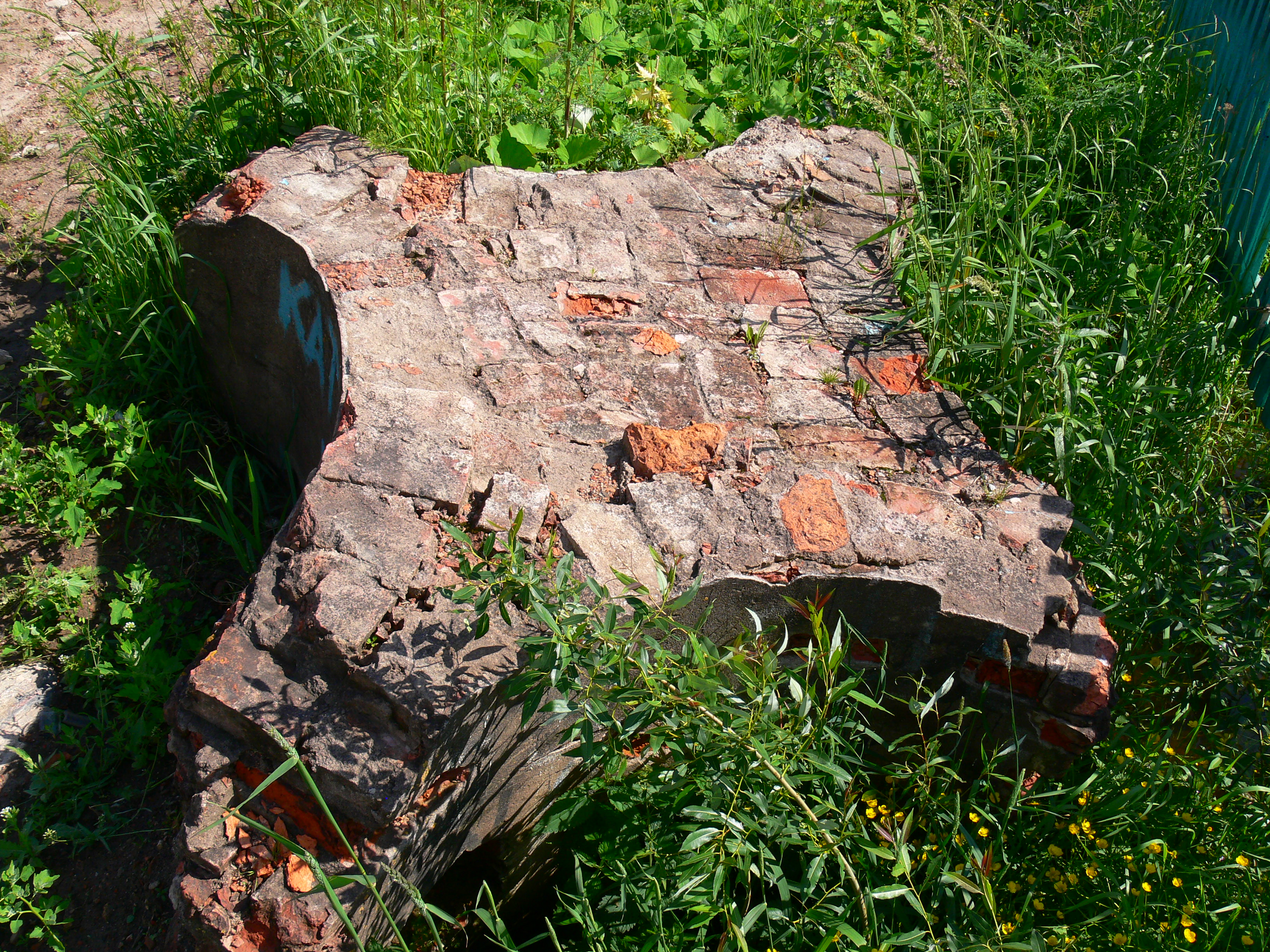
Один из сохранившихся фрагментов кладки

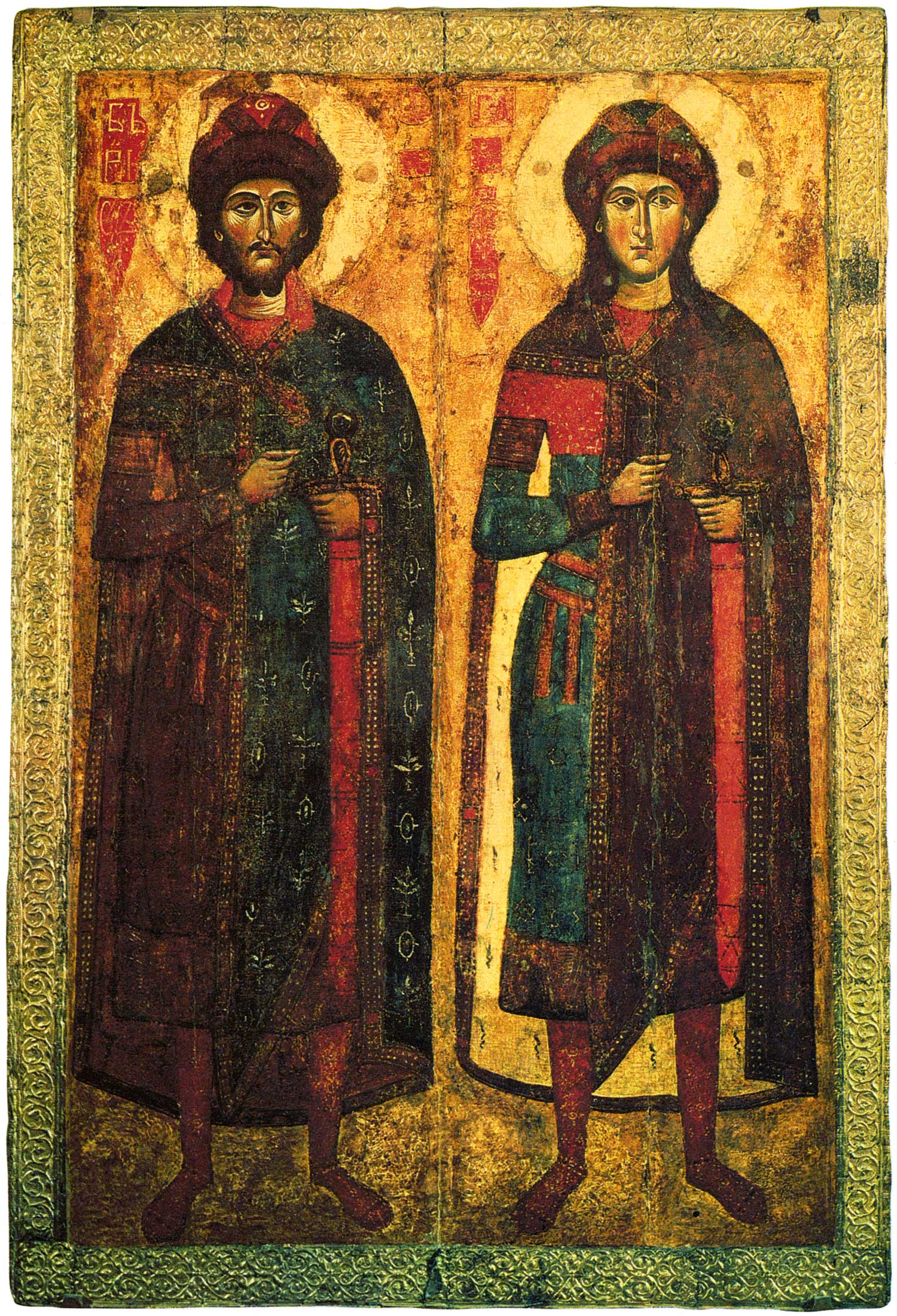
«Борис и Глеб»
(икона начала XIV века)

Основан в Новгородской республике в начале XV века св. архиепископом Симеоном и преп. Саввой Вишерским, до этого основавшим Саввин монастырь на реке Тьме в Тверской области. Перед смертью он назначил нового игумена — Андрея.
В часовне монастыря долгое время хранился крест, водружённый преподобным Саввой. В 1460-х годах здесь было составлено «Житие Саввы Вишерского», одним из авторов которого стал игумен монастыря Геласий Здесь же Пахомий Логофет составил службу святому Савве. Над мощами преп. Саввы святитель архиепископ Иона построил своим иждивением каменную церковь Покрова Богородицы.
В конце XV века Савво-Вишерский монастырь был пожалован землей от Славенского конца Торговой стороны Новгорода из своего кончанского фонда.
При игумене Дорофее по приказу царя Ивана Грозного была устроена в 1574 году рака преп. Савве. В 1662 году была построена каменная Вознесенская церковь (вместо прежней деревянной) и каменная церковь во имя преп. Саввы. В том же году каменная церковь Покрова, в которой сохранялись мощи преподобного, разрушилась, и деревянная рака была повреждена (по преданию, образ чудотворца Саввы, вырезанный сверху раки на доске, остался цел). Эта церковь была вскоре перестроена, образ возобновлён в 1668 году, а в 1670 году сооружена новая рака.
В монастыре принял постриг св. Палладий Роговский.
В 1764 году монастырь оказался среди тех, которые были закрыты Екатериной Второй. Однако благодаря иеромонаху Вяжищкого монастыря Варлааму (бывшему поручику отставного гвардии Измайловского полка Василию Павловичу Глазатову) и монаху того же монастыря Иоасафу — дворянину Ивану Ивановичу Аничкову — монастырь через семь лет , был снова возобновлён, а затем заново отстроен, украшен и увеличен в территории. Монахи Иоасаф и Варлаам один за другим стояли во главе монастыря, а после смерти были похоронены в соборной церкви.
В конце августа 1915 года в монастыре размещают насельниц (около 200 человек) эвакуированного Рижского Свято-Троицкого женского монастыря и его филиала Спасо-Преображенской пустыни во главе с игуменией Сергией (Екатерина Мансурова). Иноков временно расселяют в другие монастыри близ Новгорода.
В 1930-х годах закрыт.

## Современное состояние
Монастырские постройки значительно пострадали в военные годы. Вознесенский собор был приспособлен под слесарные мастерские, силосную башню и хранилище молока. В ещё сохранном виде он простоял как минимум до 1974 года. До 1974 года в отличном состоянии сохранился и Береговой (настоятельский корпус). Позже все постройки были разобраны на кирпич.
Сегодня от монастыря в буквальном смысле не осталось камня на камне. На его месте в 1992 году была поставлена часовня. Недалеко от неё можно увидеть два уцелевших фрагмента по-видимому соборных столпов.